# Gerald Wiegert

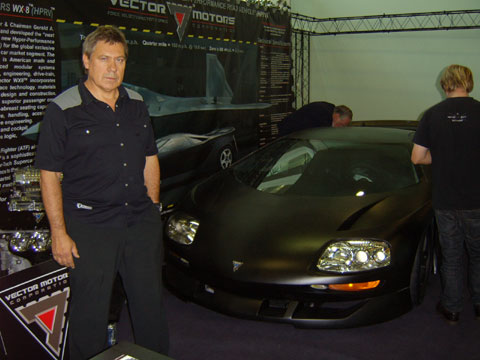
Gerald Wiegert

Gerald Alden „Jerry“ Wiegert (* 12. Juli 1944 in Dearborn, Michigan, USA; † 15. Januar 2021) war ein amerikanischer Unternehmer, Erfinder und Automobil-Designer deutscher Abstammung. Er gründete das Unternehmen Vector Motors Corporation, mit dem er das Ziel hatte, Luft- und Raumfahrttechnologie in Automobile zu bringen und amerikanische Sportwagen zu bauen. Außerdem ist er bekannt für Nebenprojekte wie der Aquajet und das Wetbike.

## Leben
Gerald „Jerry“ Wiegert wurde 1944 in Dearborn (Michigan) geboren. Er absolvierte das College in Caseville. Von 1964 bis 1968 besuchte er das Center for Creative Studies in Detroit und wurde bei General Motors zum technischen Zeichner (Spezialgebiet: advanced vehicle design) ausgebildet. 1970 erhielt er das Diplom als Industriezeichner, nachdem er das Art College of Design in Los Angeles absolviert hatte. Außerdem erhielt er Auszeichnungen im Bereich advanced aircraft design (weiterführendes Flugzeugdesign) von der Northrop-Universität und ist Mitglied der Experimental Aircraft Association.

### Vector
Wiegert wollte einen rein amerikanischen Sportwagen bauen, der als „Starfighter für die Straße“ angesehen werden sollte. Er wollte die europäische Konkurrenz übertrumpfen, und nicht nur die: Als gelernter technischer Zeichner, der seine Ausbildung bei General Motors gemacht und den Konzern im Streit verlassen hatte, sollte sein Auto auch schneller und besser als alles sein, was Detroit zu bieten hatte. Wiegert war der Ansicht, dass man es den ausländischen Sportwagenherstellern zu einfach mache, Kunden zu gewinnen und die amerikanischen Hersteller nichts anzubieten hätten, diese Entwicklung zu stoppen.
1978 gründete Wiegert die Limited Partnership Vector Car. 1987 wurde diese umfirmiert in Vector Aeromotive Corporation und ging 1988 an die Börse. Das Design der Autos entwickelte sich 1989 weiter als die Produktion des Vector W8 aufgenommen wurde.
Nach einem Kampf um die Unternehmensführung aufgrund einer feindlichen Übernahme, erlangte Wiegert die Unternehmensanteile sowie Rechte vor Gericht zurück. 2008 belebte er die Marke wieder als Vector Motors Corporation. An dieser hielt Wiegert alle Anteile.

### Nebentätigkeiten
Als zweites Standbein hat Wiegert zwischenzeitlich seine Marke Aquajet auf dem Jetski-Markt etabliert – mit einer exklusiven Kleinstserie der Modelle Jetbike WX-1 und WX-2, deren Produktionszahlen noch unter denen der Vector-Fahrzeuge liegen.
Das Design und die Bezeichnung der später von der japanischen Firma Kawasaki hergestellten Jetski geht ebenso auf sein Konto wie auch das Design des Wetbike, auch zeichnete er verschiedene Vorlagen für Airstream Motorhomes. Ebenso war er mitverantwortlich für das Grunddesign des Raketenrucksacks, der bei der Eröffnung der Olympischen Spiele 1984 für Aufsehen sorgte. Seine Fähigkeiten in modernem Design sprachen sich schnell herum und so wurde er in beratender Funktion für den James-Bond-Film Sag niemals nie verpflichtet, in dem Sean Connery die Hauptrolle spielte. Bereits fünf Jahre zuvor, in Der Spion, der mich liebte war eine seiner Designkreationen auf der Leinwand zu sehen: James Bond eilt der Agentin Triple X auf einem Wetbike zur Rettung.